# 宋布寒
宋布寒（1997年1月10日—）来自辽宁省铁岭市，是一名中国男子射击运动员，主攻空气步枪项目。

## 战绩
他于2017年2月在印度新德里完成了个人的世界杯分站赛首秀，首次参赛便夺得男子10米空气步枪冠军。2018年9月，他和吴明阳搭档获得射击世锦赛混合团体10米空气步枪银牌。